# Jan Domanský
Jan Domanský (24. prosince 1914 Hýsly – 24. dubna 1943 záliv Solway Firth u Silothu) byl český palubní střelec Royal Air Force v období druhé světové války.

## Život

### Před druhou světovou válkou
Jan Domanský se narodil 24. prosince 1914 v Hýslech na Kyjovsku. Vychodil tři ročníky měšťanské školy a vystudoval dva ročníky školy pokračovací. Živil se jako účetní nebo číšník. Prezenční vojenskou službu absolvoval u 7. dragounského pluku. Dosáhl hodnosti desátníka.

### Druhá světová válka
Po německé okupaci opustil Jan Domanský 14. června 1939 ilegálně Protektorát Čechy a Morava a přes Polsko se dostal do Francie, kde 1. srpna téhož roku v Lille vstoupil do cizinecké legie. Po vypuknutí druhé světové války byl ze závazku uvolněn a 26. září 1939 v Agde prezentován u zde vznikající jednotky Československé armády v zahraničí. Sloužil u spojovací roty 1. pěšího pluku. Po pádu Francie v červnu 1940 se evakuoval do Spojeného království. Zde se stal příslušníkem 2. pěšího pluku 1. československé smíšené brigády, kde dosáhl hodnosti rotného. Dne 13. prosince 1941 byl přijat do Royal Air Force a zařazen do výcviku na palubního radiotelegrafistu a střelce. Dne 24. dubna 1943 zahynul během cvičného bombardování jako příslušník 6. operačně výcvikové jednotky. Stroj Vickers Wellington Mk.X HE496/32 se z neznámých příčin ve vzduchu vzňal a zřítil se do vod zálivu Solway First u města Siloth. Zahynula celá posádka. Tělo Jana Domanského moře nevydalo.

## Posmrtná ocenění
- Československý válečný kříž 1939
- Jan Domanský byl v roce 1947 in memoriam povýšen do hodnosti štábního rotmistra a v roce 1991 do hodnosti majora